# 8764 Gallinago
8764 Gallinago è un asteroide della fascia principale. Scoperto nel 1973, presenta un'orbita caratterizzata da un semiasse maggiore pari a 2,4026689 UA e da un'eccentricità di 0,1585424, inclinata di 2,23492° rispetto all'eclittica.